# 富士見高原医療福祉センター富士見高原病院
厚生連富士見高原病院（こうせいれんふじみこうげんびょういん）は長野県諏訪郡富士見町にある長野県厚生農業協同組合連合会（JA長野厚生連）が経営する病院。

## 沿革
1926年（大正15年）に富士見高原療養所として設立された。結核の高地での長期療養を主目的としたサナトリウムであったが、初代院長の正木不如丘は周辺住民の結核療養所に対する忌避感情に配慮し、外科・眼科・耳鼻科・婦人科なども設置した。しかし標榜科を増やしたことから人件費がかさみ、療養所は3年で財政難に陥った。文才もあった正木は、文筆活動で収入を得、療養所の経営を支えた。戦後は医療の進歩もあり結核療養施設の意義は薄れ、正木も医師を引退する。
1981年（昭和56年）には長野県厚生連の管理に移管、後に周辺地区の病院・診療所・老人福祉施設を運営する組織として富士見高原医療福祉センターが成立すると、富士見高原病院はその富士見事業部下の本院として位置付けられている。

## 認定施設
- 日本内科学会認定医制度教育関連病院
- 日本神経学会専門医制度准教育施設
- 日本消化器内視鏡学会指導施設
- 日本消化器病学会認定関連施設
- 日本消化器外科学会認定施設信州大学医学部附属病院　関連施設
- 日本大腸肛門病学会認定施設
- 日本外科学会外科専門医制度関連施設
- 日本眼科学会専門医制度研修施設
- 日本整形外科学会専門医制度研修施設
- 日本泌尿器科学会専門医教育施設　関連教育施設
- 長野県ウイルス肝炎診療ネットワーク専門医療機関
- 日本医療機能評価機構認定病院（Ver.6.0）
- 日本医療薬学会研修施設認定
- マンモグラフィ検診施設画像認定施設
- 日本がん治療認定医機構認定研修施設
- 協力型臨床研修病院
- 日本人間ドック学会優良二日ドック施設

## 診療科目
- 内科
- 心療科
- 小児科
- 外科
- 整形外科
- 形成外科
- 皮膚科
- 泌尿器科
- 産婦人科
- 眼科
- 耳鼻咽喉科
- 放射線科

## 交通
- JR富士見駅より徒歩10分。
- 中央自動車道諏訪南ICより10分。

## 富士見高原療養所
この病院の前身である「富士見高原療養所」は、1926年、株式会社組織の総合病院として設立された。かつては不治の病だった結核患者の療養所（サナトリウム）として機能させるため、八ヶ岳山麓の空気清浄なこの地に設けられた。文学の素養にも秀でた初代院長・正木俊二（筆名：正木不如丘）の交友関係から、堀辰雄・竹久夢二・横溝正史らの文人もここで療養生活を送った。また、堀辰雄の婚約者であった矢野綾子も此処での療養中に病死している。
また、当時の結核療養の状況を背景とする、患者や看護婦らの恋愛模様を描いた原作に基づく映画撮影の舞台としても用いられ、その悲恋物語が人々の涙を誘うヒット作品となった（『月よりの使者』『愛染かつら』『風立ちぬ』『風立ちぬ (2013年の映画)（宮崎駿監督作品）』など）。
長らく創立当時の病棟が「旧富士見高原療養所資料館」とされ、往時の様子を偲び、「亡国病」ともいわれた結核の歴史と現況を伝えていたが、老朽化が著しくなり、耐震性にも問題があることから解体されることになり、2012年9月から解体工事が開始された。2012年10月には病棟のあった場所で6階建て新病棟の起工式が行われた。
旧病棟の展示資料や建物の一部は富士見高原医療福祉センター内に保存され、資料館は再開された。
- 開館時間・月曜日〜金曜日・8時30分～17時00分
- 定休日土・日曜日
- ※要予約制[6]。